# Joe Speca
Joe Speca (Baltimora, 1º luglio 1937) è un ex calciatore e allenatore di calcio statunitense.

## Carriera

### Calciatore

#### Club
Dopo il calcio collegiale Speca viene ingaggiato dal Baltimore Pompei, società con cui disputa tre stagioni nell'American Soccer League e con cui raggiunge la finale della National Challenge Cup 1958, persa contro i Los Angeles Kickers.
Nella stagione 1966-1967 vince la American Soccer League tra le file del Baltimore St. Gerard's, sconfiggendo nella finale intra-divisionale il Newark Ukrainian Sitch.
Nel 1967 viene ingaggiato dai professionisti del Baltimore Bays, franchigia militante nella neonata NPSL. Con i Bays ottenne il primo posto della Eastern Division della NPSL, qualificandosi così per la finale della competizione, persa poi contro gli Oakland Clippers.
La stagione seguente, la prima della NASL è chiusa al quarto e penultimo posto della Atlantic Division, piazzamento inutile per la qualificazione alla fase finale del torneo.
Nel 1995 è stato inserito nella Maryland Soccer Hall of Fame.

#### Nazionale
Nel 1959 partecipò al torneo calcistico dei III Giochi panamericani tenutisi a Chicago, ove con la formazione stelle e strisce giunse al terzo posto.
Nel 1960 Speca fu convocato nella nazionale di calcio degli Stati Uniti d'America per disputare le qualificazioni ai Mondiali del 1962 contro il Messico. Le successive presenze furono fatte otto anni dopo in due incontri amichevoli contro Israele.

#### Cronologia presenze e reti nella Nazionale Olimpica
| Cronologia completa delle presenze e delle reti in nazionale ― Stati Uniti Olimpica | Cronologia completa delle presenze e delle reti in nazionale ― Stati Uniti Olimpica | Cronologia completa delle presenze e delle reti in nazionale ― Stati Uniti Olimpica | Cronologia completa delle presenze e delle reti in nazionale ― Stati Uniti Olimpica | Cronologia completa delle presenze e delle reti in nazionale ― Stati Uniti Olimpica | Cronologia completa delle presenze e delle reti in nazionale ― Stati Uniti Olimpica | Cronologia completa delle presenze e delle reti in nazionale ― Stati Uniti Olimpica | Cronologia completa delle presenze e delle reti in nazionale ― Stati Uniti Olimpica |
| Data                                                                                | Città                                                                               | In casa                                                                             | Risultato                                                                           | Ospiti                                                                              | Competizione                                                                        | Reti                                                                                | Note                                                                                |
| ----------------------------------------------------------------------------------- | ----------------------------------------------------------------------------------- | ----------------------------------------------------------------------------------- | ----------------------------------------------------------------------------------- | ----------------------------------------------------------------------------------- | ----------------------------------------------------------------------------------- | ----------------------------------------------------------------------------------- | ----------------------------------------------------------------------------------- |
| 28-8-1959                                                                           | Chicago                                                                             | Stati Uniti olimpica                                                                | 1 – 4                                                                               | Argentina olimpica                                                                  | III Giochi panamericani                                                             | -                                                                                   |                                                                                     |
| 31-8-1959                                                                           | Chicago                                                                             | Stati Uniti olimpica                                                                | 5 – 3                                                                               | Brasile olimpica                                                                    | III Giochi panamericani                                                             | -                                                                                   |                                                                                     |
| 5-9-1959                                                                            | Chicago                                                                             | Stati Uniti olimpica                                                                | 4 – 2                                                                               | Messico olimpica                                                                    | III Giochi panamericani                                                             | -                                                                                   |                                                                                     |
| Totale                                                                              |                                                                                     | Presenze                                                                            | 3                                                                                   |                                                                                     | Reti                                                                                | 0                                                                                   |                                                                                     |

##### Cronologia presenze e reti in Nazionale
| Cronologia completa delle presenze e delle reti in nazionale ― Stati Uniti | Cronologia completa delle presenze e delle reti in nazionale ― Stati Uniti | Cronologia completa delle presenze e delle reti in nazionale ― Stati Uniti | Cronologia completa delle presenze e delle reti in nazionale ― Stati Uniti | Cronologia completa delle presenze e delle reti in nazionale ― Stati Uniti | Cronologia completa delle presenze e delle reti in nazionale ― Stati Uniti | Cronologia completa delle presenze e delle reti in nazionale ― Stati Uniti | Cronologia completa delle presenze e delle reti in nazionale ― Stati Uniti |
| Data                                                                       | Città                                                                      | In casa                                                                    | Risultato                                                                  | Ospiti                                                                     | Competizione                                                               | Reti                                                                       | Note                                                                       |
| -------------------------------------------------------------------------- | -------------------------------------------------------------------------- | -------------------------------------------------------------------------- | -------------------------------------------------------------------------- | -------------------------------------------------------------------------- | -------------------------------------------------------------------------- | -------------------------------------------------------------------------- | -------------------------------------------------------------------------- |
| 6-11-1960                                                                  | Los Angeles                                                                | Stati Uniti                                                                | 3 – 3                                                                      | Messico                                                                    | Qual. Mondiali 1962                                                        | -                                                                          |                                                                            |
| 15-9-1968                                                                  | New York                                                                   | Stati Uniti                                                                | 3 – 3                                                                      | Israele                                                                    | Amichevole                                                                 | -                                                                          | Ingresso                                                                   |
| 25-9-1968                                                                  | Filadelfia                                                                 | Stati Uniti                                                                | 0 – 4                                                                      | Israele                                                                    | Amichevole                                                                 | -                                                                          | Ingresso                                                                   |
| Totale                                                                     |                                                                            | Presenze                                                                   | 3                                                                          |                                                                            | Reti                                                                       | 0                                                                          |                                                                            |

### Allenatore
Nel 1972 diviene l'allenatore, con Mark Scardina, dei Baltimore Stars, nuova incarnazione dei Bays militante nell'American Soccer League.

## Palmarès
- American Soccer League: 1

Baltimore St. Gerard's: 1967